# بيدرو بابلو برموديز
بيدرو بابلو برموديز (بالإسبانية: Pedro Pablo Bermúdez Ascarza)‏ هو عسكري وسياسي بيروفي، ولد في 27 يونيو 1793 في تارما في بيرو، وتوفي في 30 مارس 1852 في ليما في بيرو.